# Rotkohl und Blaukraut
Rotkohl und Blaukraut ist ein deutscher Dokumentarfilm von Anna Hepp aus dem Jahr 2011. Die Uraufführung des Filmes fand im Februar 2011 auf der Berlinale in der „Perspektive deutsches Kino“ statt.

## Handlung
Rotkohl und Blaukraut ist ein dokumentarisches Filmporträt zweier im Ruhrgebiet lebender Familien mit deutsch-türkischem Hintergrund. Der Film beleuchtet das soziale Netzwerk der Protagonisten und zeigt diese als Menschen, die eine Brücke zwischen zwei Kulturen schlagen.
Der Film versucht zu zeigen, wie die Protagonisten durch ihre Herkunft, ihre kulturelle und religiöse Prägung in ihrem alltäglichen Leben bereichert oder auch behindert werden. Mit ihrem handfesten Ruhrgebietshumor räumt die porträtierte Familie mit Vorurteilen auf und lacht über Missverständnisse.

## Kritik
In einem Interview über „Mut zu neuen Entwicklungen für das deutsche Fernsehen“ für Casting-Network erwähnt Gebhard Henke, Leiter des Programmbereichs Fernsehfilm, Kino und Serie des WDR, den Film lobend: „Das ist eine Form von Sensibilität, die man haben muss. Ich habe aktuell einen beeindruckenden Dokumentarfilm ‚Rotkohl und Blaukraut‘ von Anna Hepp gesehen, die zwei Familien beobachtet und zwar ein türkisches Geschwister-Paar, die beide mit Deutschen verheiratet sind. Welche Probleme und Freuden in so einer Familie aufkommen, wie es mit den Kindern läuft… Trotz aller Konflikte und dem gesellschaftlichen Spagat ist das unheimlich positiv und einfach toll anzuschauen. Man kriegt richtig gute Laune, weil die so ansteckend und humorvoll damit umgehen, wie sie ihre Probleme bewältigen.“
Der Filmkritiker Thomas Vorwerk urteilte während der Berlinale für satt.org hingegen, „Rotkohl und Blaukraut ist ein bisschen »Doku light«, ist sich dabei aber seines dokumentarischen Ansatzes weitaus bewusster als einige andere Dokumentarfilme, die sich verdammt ernst nehmen, zwischendurch aber immer wieder durchblicken lassen, dass sie dem eigenen Anspruch nicht gerecht werden. Anna Hepp will nicht die Welt verändern, sondern einfach Einblicke in ein ganz normales Familienleben geben. Und gerade ihr gänzlich undidaktischer, fast spielerischer Ansatz, den man fälschlicherweise auch als naiv auslegen könnte, könnte weitaus mehr Zuschauer erreichen, deren vorgefertigte Meinung mal durch den Film ein wenig hinterfragt werden könnte. Denn ganz normale Menschen sind viel sehenswerter als politische Redenschwinger. Unabhängig von Nationalität, Herkunft und Religion.“

## Auszeichnungen
2011: Nominierung für den Bildgestalterinnenpreis beim Internationalen Frauenfilmfestival Dortmund/Köln.